# Leon Kudła
Leon Kudła (ur. 15 lutego 1879 w Nowej Wsi, zm. 7 października 1964 w Kozienicach) – polski rzeźbiarz ludowy.

## Życiorys
Urodził się w rodzinie Antoniego i Marianny z Gołębiowskich, którzy byli najemnymi pracownikami rolnymi. We wczesnym dzieciństwie stracił rodziców. Brał udział w wojnie rosyjsko-japońskiej i I wojnie światowej. Był dróżnikiem wiślanym w Świerżach Górnych. Po założeniu rodziny przeniósł się do Warszawy, gdzie spędził większość życia. Przez długie lata wykonywał drugorzędne czynności na poczcie (był listonoszem), później zajął się drobnym handlem na Powiślu. Tu już zaczął swoją twórczość, której dominującą cechą była świeżość i prostota wypowiedzi. Kudła wrócił potem do rodzinnej wioski.
W czasie wojny stracił dom, a w pierwszych dniach po wyzwoleniu zginął tragicznie jego syn Antoni Julian (1908–1945), utalentowany artysta malarz. Nieszczęścia te nie załamały artysty. Tworzył najczęściej z topolowego drewna, ptaszki, zwierzęta, ludzi o zatroskanych twarzach, świątki i sceny religijne. W polichromii stosował farby wodne i olejne. Jego rzeźby pokryte są intensywnymi kolorami, rozkładanymi całymi płaszczyznami o wyraźnie zaznaczających się granicach.
Kudła wyrósł z ludowego wiejskiego środowiska i pomimo wieloletniego pobytu w mieście pozostał temu środowisku wierny. Natchnienie czerpał z życia, jakie go na co dzień otaczało. Jego sztuka posiada własny styl, który można określić jako czysty i naiwny realizm. Poza powiązaniami tematycznymi, rzeźba Kudły pozornie nie wykazuje zależności od sztuki ludowej, niewątpliwie jednak wyrosła z tego samego podłoża. Jest to twórczość samorodna i spontaniczna, a w swej formie i sposobie wyrażania niezależna od wpływów regionalnych. Rzeźby Kudły swym nastrojem, postawą wewnętrzną są zupełnie bliskie malowidłom francuskich artystów naiwnego realizmu, jak Henri Rousseau i in. Bogactwo kompozycji, równowaga i harmonia brył, wzajemna zależność form to dominujące cechy jego sztuki.
Rzeźba Kudły nie cieszyła się uznaniem mieszkańców jego rodzinnej wsi. Na przydrożnych krzyżach i kapliczkach nie spotyka się jego świątków. Natomiast w Warszawie odbyły się dwie wystawy w latach 1926 i 1930 oraz trzecia w 1948, na których artysta wystawił ok. 50 prac. W 1946 Kudła, m.in. dzięki pomocy Karola Tchorka, został przyjęty do Związku Polskich Artystów Plastyków i otrzymał stały miesięczny zasiłek z Funduszu Kultury Narodowej dla zasłużonych pracowników sztuki. 
19 stycznia 1955 na wniosek Ministra Kultury i Sztuki został odznaczony Medalem 10-lecia Polski Ludowej. Pod koniec 1956 została zorganizowana wystawa prac Kudły w Radomiu staraniem tamtejszego Towarzystwa Przyjaciół Sztuki. W Kordegardzie przy ul. Krakowskie Przedmieście 15/17 w czerwcu-lipcu 1965 zorganizowano wystawę pośmiertną prac Leona Kudły. Jego twórczość cieszyła się również zainteresowaniem za granicą, szczególnie we Francji.
Zmarł 7 października 1964 w Kozienicach.